# 布林登马科特
布林登马科特是奥地利下奥地利州梅尔克县的一个市镇。总面积17.05平方公里，总人口2438人，人口密度143.0人/平方公里（2005年）。